# Церковь Николая Чудотворца (Солнечногорск)
Церковь Николая Чудотворца — приходской православный храм в городе Солнечногорске Московской области. Построен в 1879 году. Относится к Сергиево-Посадской епархии Русской православной церкви. Здание храма является объектом культурного наследия и находится под охраной государства.
В настоящее время храм действует, ведутся богослужения.

## История строительства храма

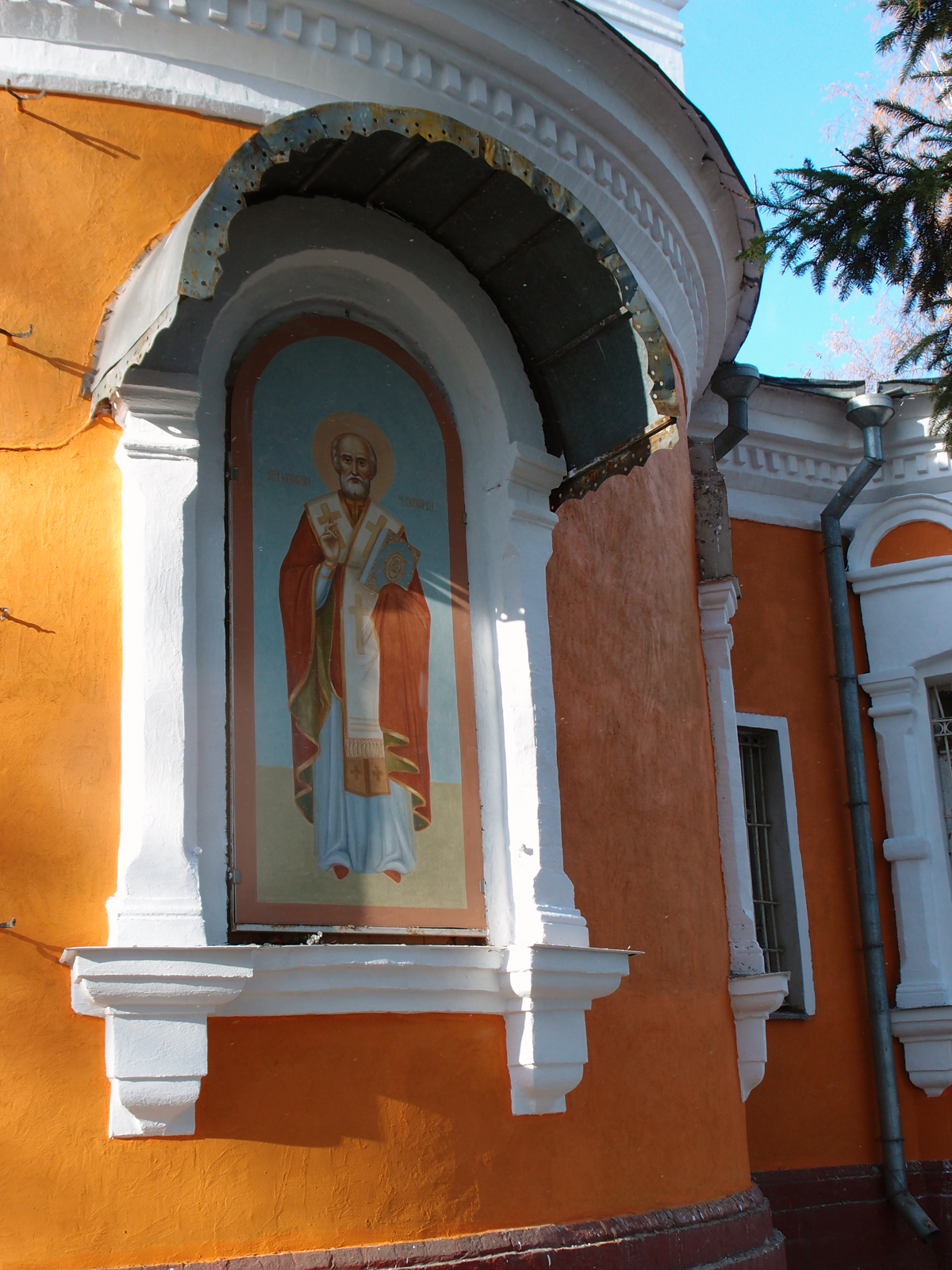
Икона-фреска

Согласно архивным документам дело № 173б «О построении нового каменного храма в деревне Солнечная Гора Клинского уезда вместо деревянной церкви, бывшей в селе Никольском-Хлопове» имеются первые упоминания о Никольской церкви. 9 декабря 1873 года поступило прошение митрополиту Иннокентию от прихожан села Хлопова, согласно которому сообщалось, что деревянная церковь, построенная в 1777 году, пришла в негодность и требует ремонта, а также просили взамен разрешить строительство нового храма на новом месте — в деревне Солнечная Гора, в центре прихода.
6 мая 1874 года было дано разрешение на строительство объекта новой каменной церкви. После выделения земельного участка 14 мая 1876 года была издана и передана храмозданная грамота. В ноябре 1879 года строительство церкви было окончено, и в том же месяце проведено великое освящение нового православного объекта.
Основными жертвователями на сооружение храма были купцы Цызарев, Фришман, и мещанин Носков. Священник Василий Зимин стал первым настоятелем Никольского храма.
Предположительно, южный придел в честь иконы Божией Матери «Троеручицы» был освящен вместе с главным храмом, а северный в честь святого благоверного князя Александра Невского был возведён несколько позже, в 1895 году. Согласно публикации в «Московских церковных ведомостях» (№ 33 за 1895 г.), 30 июля 1895 года было проведено освящение северного придела.
Церковь выстроена в русском стиле, её венчают пять куполов. Здание невысокое, колокольня очень соразмерная выполнена в московском шатровом стиле. Внутри храма расписаны стены на сюжеты из Священного Писания и жития святого Николая Чудотворца. Московские мастера расписали деревянный резной иконостас.
В XX веке Никольская церковь не закрывался и оставалась одной из немногочисленных действующих в Солнечногорске. C 1935 по 1937 годы в храме работал священномученик Александр Лихарев.

## Современное состояние
В начале 1990-х годов при Никольской церкви начала работать Воскресная школа, которая стала одной из первых в благочинии. Более 20 детей в настоящее время проходят обучение под руководством 7 опытных преподавателей.
С февраля 2014 года в храме совершаются ежедневные богослужения.
С сентября 2014 года при храме действует филиал Библейско-богословских курсов имени преподобного Сергия Радонежского.
Никольский храм является памятником архитектуры регионального значения на основании постановления Правительства Московской области «Об утверждении списка памятников истории и культуры» № 84/9 от 15.03.2002 года.

## Часовня-усыпальница

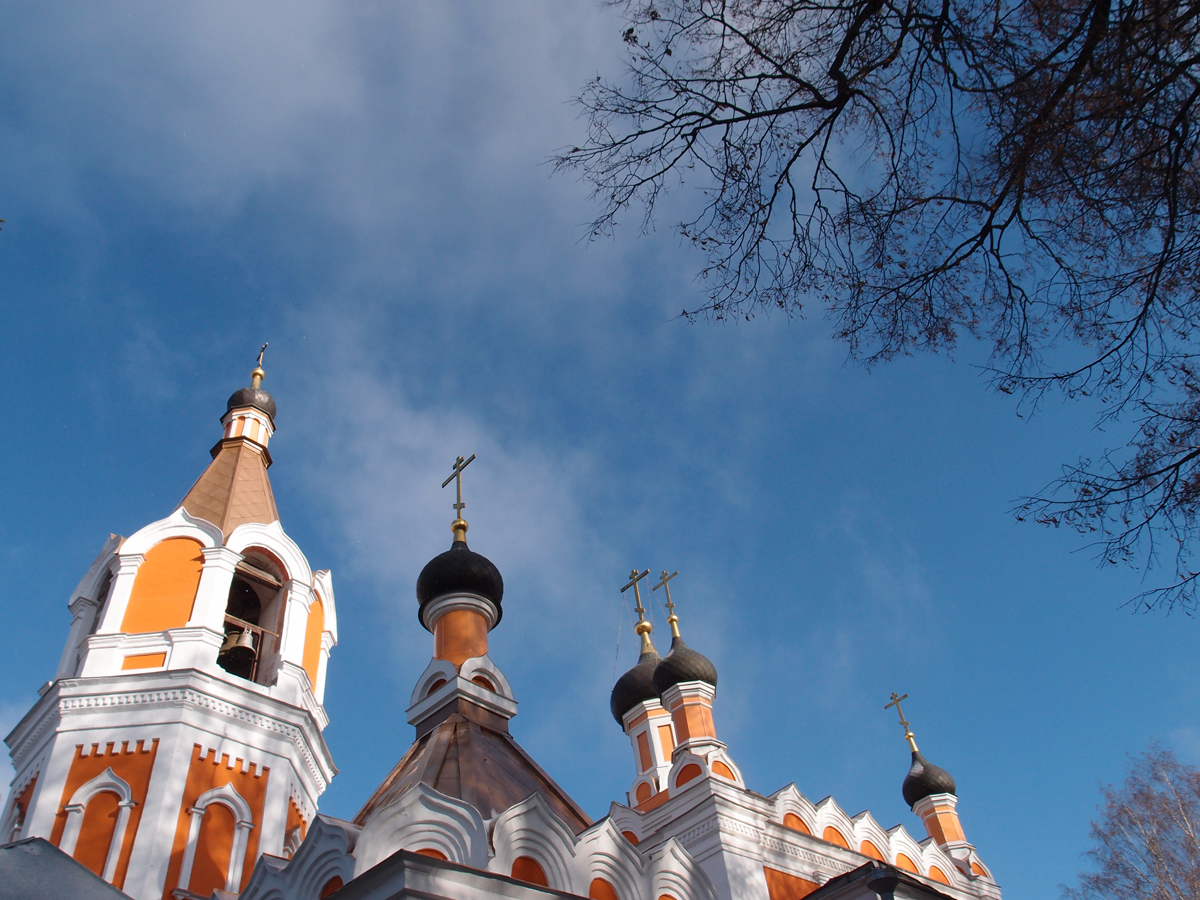
Купола церкви

При храме на кладбище сохранилась часовня-усыпальница книгоиздателя Александра Глазунова, которая была возведена в 1896 году. Это кубическое строение, увенчанное четырёхскатной кровлей с главкой. Она очень узкая, но высокая, украшенная разнообразным металлическим декором. Здесь погребён Александр Глазунов — совладелец книгоиздательства Глазуновых.

## Святыни
Частицы мощей:
- Святого Николая Мирликийского,
- Святого Луки Войно-Ясенецкого,
- Преподобного Нила Столобенского,
- Мученицы Татианы,
- Святого Игнатия Брянчанинова,
- Святого Димитрия Ростовского.

Иконы:
- Икона святого Николая Мирликийского с частицей мощей,
- Икона блаженной Матроны Московской с частицей мощей,
- Икона святого праведного Федора Ушакова с частицей мощей.